# Beilschmiedia zahnii
Beilschmiedia zahnii là loài thực vật có hoa trong họ Nguyệt quế. Loài này được (K.Krause) Robyns & R.Wilczek miêu tả khoa học đầu tiên năm 1950.